# Zedroß
Zedroß ist eine Ortschaft in der Gemeinde Gurk im Bezirk Sankt Veit an der Glan in Kärnten (Österreich). Die Ortschaft hat 8 Einwohner (Stand 1. Jänner 2024). Sie liegt auf dem Gebiet der Katastralgemeinde Pisweg.

## Lage
Die Ortschaft liegt sonnseitig oberhalb des Wimitzgrabens in den Wimitzer Bergen, etwa 2 km südwestlich des Pfarrorts Pisweg, auf einer Höhe zwischen etwa 840 und knapp 1000 Metern. Die Janehube/Janighube (Haus Nr. 1), Schmölzer/Lubach (Nr. 3) und Haus Nr. 4 (im Franziszeischen Kataster als Gandorfer verzeichnet) sind von Norden her erreichbar, von der von Pisweg nach Westen, in Richtung Weitensfeld, verlaufenden Oberortstraße aus. Haus Nr. 2 und die in dessen Nähe befindlichen spärlichen Ruinen des ehemaligen Simon-Hofes liegen südlich unterhalb jener Höfe und sind nur mehr von Osten her, von der Wimitzer Landesstraße aus, erreichbar. 

## Geschichte
Auf dem Gebiet der Steuergemeinde Pisweg gelegen, kam Zedroß bei Gründung der Ortsgemeinden Mitte des 19. Jahrhunderts an die Gemeinde Pisweg. Seit deren Auflösung im Zuge der Gemeindestrukturreform 1972/73 gehört die Ortschaft zur Gemeinde Gurk.

## Bevölkerungsentwicklung
Für die Ortschaft ermittelte man folgende Einwohnerzahlen:
- 1869: 8 Häuser, 40 Einwohner[2]
- 1880: 6 Häuser, 50 Einwohner[3]
- 1890: 7 Häuser, 40 Einwohner[4]
- 1900: 7 Häuser, 36 Einwohner[5]
- 1910: 6 Häuser, 39 Einwohner[6]
- 1923: 6 Häuser, 32 Einwohner[7]
- 1934: 41 Einwohner[8]
- 1961: 4 Häuser, 30 Einwohner[9]
- 2001: 4 Gebäude (davon 3 mit Hauptwohnsitz) mit 4 Wohnungen; 11 Einwohner und 0 Nebenwohnsitzfälle; 3 Haushalte; 0 Arbeitsstätten, 3 land- und forstwirtschaftliche Betriebe[10]
- 2011: 4 Gebäude, 9 Einwohner, 4 Haushalte, 0 Arbeitsstätten[11]
- 2021: 3 Gebäude, 7 Einwohner, 4 Haushalte, 2 Arbeitsstätten[12]